# Wallhalben
Wallhalben település Németországban, Rajna-vidék-Pfalz tartományban. Lakosainak száma 859 fő (2023. december 31.).

## Népesség
A település népességének változása:
| Lakosok száma | 791  | 864  | 857  | 832  | 841  | 859  |
|               | 1975 | 2017 | 2019 | 2021 | 2022 | 2023 |